# Averil Maud Bottomley

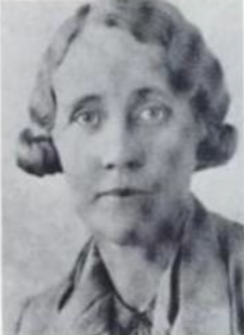
Averil Maud Bottomley, 1935

 Averil Maud Bottomley (* 23. Dezember 1889 in Kimberley, Kapkolonie; † 23. Februar 1984 in Johannesburg) war eine südafrikanische Mykologin. Sie war Gründungsmitglied der South African Biological Society.

## Leben und Werk
Bottomley legte 1907 an der Huguenot Girls’ High School in Wellington ihr Matric ab. Sie setzte ihre Ausbildung am Huguenot College in Wellington fort und erhielt 1911 den Bachelor of Arts an der University of the Cape of Good Hope. Im folgenden Jahr schrieb sie sich am South African College in Kapstadt ein und bestand 1913 die College-Prüfung für das Teachers Certificate. Sie war einige Zeit Lehrerin in Worcester und erhielt ebenfalls 1913 eine Anstellung in der Abteilung für Pflanzenpathologie und Mykologie des Landwirtschaftsministeriums (Department of Agriculture) in Pretoria, wo der Botaniker Illtyd Buller Pole-Evans sie im mykologischen Herbarium beschäftigte. Dort forschte sie bis zu ihrer Pensionierung 1947. Sie lebte danach in Johannesburg.
Bottomleys Forschungen befassten sich hauptsächlich mit den Gasteromycetes von Südafrika. Sie wurde 1916 Mitglied der Southern Africa Association for the Advancement of Science und im selben Jahr Gründungsmitglied der South African Biological Society. 1926 nahm sie an dem Internationalen Kongress der Pflanzenwissenschaften in New York City teil.
Das Standard-Autorenkürzel Bottomley wird verwendet, um diese Person als Autor zu kennzeichnen, wenn ein botanischer Name zitiert wird.

## Veröffentlichungen (Auswahl)
- 1915: A disease of young pepper trees. In: Agricultural Journal, Union of South Africa.
- 1916: An account of the Natal fungi collected by J. Medley Wood. In: Report of the South African Association for the Advancement of Science.
- 1918: A preliminary investigation into a disease attacking young Cupressus plants. In: Report of the South African Association for the Advancement of Science
- 1920: mit K. A. Carlson: Parasitic attack on Eucalyptus globulus. In: Agricultural Journal
- 1921: mit Claude Fuller: The fungus food of certain termites. In: South African Journal of Natural History.
- 1929: The development of South African mycology and of the Mycological Herbarium at Pretoria. In: South African Journal of Science, Vol. 26, S. 326–331.
- 1936: Some of the more important diseases affecting timber plantations in the Transvaal. In: South African Journal of Science.
- 1931: mit Ethel Doidge: A revised list of plant diseases occurring in South Africa.
- 1948: Gasteromycetes of South Africa. In: Bothalia, Vol. 4. Teil 3. S. 473–810.
- 1953: mit P. H. B. Talbot: Common edible and poisonous mushrooms in South Africa. Government Print Pretoria, In: Bulletin / Department of Agriculture, Union of South Africa, Band 324, 49 S.